# Kętrzyński (herb szlachecki)

Kętrzyński

Kętrzyński (Cietrzew odmienny) – kaszubski herb szlachecki, odmiana herbu Cietrzew.

## Opis herbu
Opis z wykorzystaniem zasad blazonowania, zaproponowanych przez Alfreda Znamierowskiego:
W polu czerwonym cietrzew srebrny na trójwzgórzu zielonym. Klejnot: nad hełmem w koronie półksiężyc złoty, nad którym dwie takież gwiazdy w słup. Labry czerwone, podbite srebrem.

## Najwcześniejsze wzmianki
Herb wymieniany przez Nowego Siebmachera, za pieczęcią z 1772, należącą do Jana Kętrzyńskiego.

## Rodzina Kętrzyńskich
Liczna, niezbyt zamożna rodzina szlachecka, wywodząca się ze wsi Kętrzyno. Być może jej protoplastą był Sulisław z Kętrzyna, wymieniany po 1363. W roku 1391 odnotowano Sędziwoja z Kętrzyna i Jesko Waldhahna. Waldhahn to jedna z niemieckich nazw cietrzewia, herbu późniejszych Kętrzyńskich. W latach 1399 i 1401 wzmiankowany był Otto z Kętrzyna, w 1417 ławnik ziemski w Gdańsku. Pierwsza wzmianka o właściwych Kętrzyńskich pochodzi z 1552 (Wojciech, jego bratanek Jakub oraz Filip z braćmi). Boniecki pisze nawet, że jednym z braci Filipa był Stefan Kętrzyński, który nabywszy w 1551 Sikorzyno, stał się protoplastą Sikorskich herbu Cietrzew. Kolejna wzmianka o rodzinie pochodzi z roku 1570 (Jakub, Krzysztof i Filip Kętrzyńscy). Jakub był sędzią ziemskim mirachowskim w l. 1564-85, oraz od 1575 dziedziczył część wsi Dzięcielec. W tej samej wsi wymieniono w 1601 Jakuba i Daniela. W Dzięcielcu rodzina nie występuje już po 1605, chociaż z tego samego powiatu wzmiankowany jest jeszcze Ludwig Kaztrzynski w 1688. Rodzina utrzymała się za to w miejscowości gniazdowej, kolejne wzmianki pochodzą z lat: 1627 (Jerzy i Wojciech), 1662 (Maciej, Wojciech i Herman), 1669 (Jakub, Mikołaj i Franciszek), 1682 (Wojciech, Stanisław, Andrzej i Piotr oraz Baumgard i Marcin), 1690 (Jan i Piotr Winkler-Kętrzyńscy, Daniel Kętrzyński), 1709 (Adam Kętrzyński), 1722 (Jan i Piotr Kętrzyńscy von Winkler). Nazwisko Winkler to prawdopodobnie próba zniemczenia nazwiska Kętrzyński (Winkel=kąt). Oprócz Kętrzyna i Dzięcielca, licznie rozrodzeni Kętrzyńscy posiadali także działy w innych wioskach. Dowodzą tego wzmianki z lat: 1570 (Adam Kętrzyński w Chośnicy), 1659, 1662, 1682 (Krzysztof Kętrzyński w Chośnicy), 1721 (Adam Gerhard w Chośnicy), 1771 (Fryderyk Wilhelm i jego brat Joachim Henryk, ostatni męski dziedzic działu w Chośnicy z rodu Kętrzyńskich). Potomkami ostatniego Kętrzyńskiego w Chośnicy byli: Jan, wojskowy polski i Kasper Jerzy, wojskowy pruski. Ich potomkowie służyli w armiach pruskiej i polskiej. Należał do nich Józef Michał von Winkler-Kętrzyński, porucznik kawalerii, który, zmarłszy w 1846, pozostawił m.in. syna, Adalberta. Adalbert, odkrywszy swe polskie korzenie, zmienił imię na Wojciech i stał się orędownikiem sprawy polskiej na Pomorzu, badaczem historii Pomorza, represjonowanym za pomoc powstańcom styczniowym. To właśnie jego uhonorowano zmieniając nazwę Rastenburga na Kętrzyn. Jego syn, Stanisław Kętrzyński, był również historykiem. Oprócz wymienionych wsi, rodzina miała jeszcze działy we wsiach: Pałubice, Dargolewo, Żukówko, Wyszecino, Wiczlino, Grabowo, Podjazy i Sobącz.

## Herbowni
Kętrzyński (Condarsin, Condrzinski, Contersyn, Kantrzinski, Kantrzinsky, Kantrzynski, Kantrzyński, Kantszinski, Kantzinski, Katarzyński, Katerzyński, Kaztrzynski, Kentczinski, Kentrzinski, Kentrzynski, Kentrzyński, Ketrzynski, Kęntrzynsky, Kontarsien, Kotrzinik).
Kętrzyńscy używali też przydomka Berghan (Berghahn), który jest tłumaczeniem nazwy herbu na niemiecki. Z tego też powodu, herb Cietrzew przypisywano rodzinie Birkan (Birckhahn, Berkhan, Berkau). Rodzina ta, używała jednak innego, choć podobnego herbu Cietrzew II vel Birkan.
Poza wymienionymi przydomkami, rodzina używała też przydomków: Baumgard (Baumgart, Bomgart, Bągart), Gabit (Gabitt), Mach, Malotka (Małotka), Wilkner, Wulff (Wolf), Żelasko. Przydomki te były raczej nazwiskami odrębnych rodów, które przyjęły nazwisko Kętrzyński od Kętrzyna. Baumgartowie notowani byli z herbem Baumgarten, a także, być może, Kętrzyński II. Na pewno herbu Kętrzyński II używała linia Kętrzyńskich osiadła w XVII i XVIII wieku w Dzięcielcu i Bargędzinie. Machowie używali prawdopodobnie herbu Mach I, zaś Malotkowie herbu Młotek. Herby Kętrzyńskich pozostałych przydomków nie są znane. Jeden Kętrzyński użył w XVIII wieku pieczęci z herbem Kętrzyński III. Być może nosił on przydomek Wulf.